# Storm de Smeth
Storm Khalem (Storm) baron de Smeth (Canberra, Australië, 26 februari 1982) is een Australisch bodybuilder en fitness-instructeur.

## Achtergrond
De Smeth is een telg uit de Nederlandse adellijke familie De Smeth en zoon van Onno Alfons baron de Smeth (1954) en Maxenne Julie Therese Firth (1953). Zijn vader werd geboren in Congo-Kinshasa als zoon van een Nederlandse plantagemanager, terwijl zijn moeder van Australische afkomst is. Hij heeft geen broers of zussen.

## Carrière
De Smeth werd in 2003 en 2004 winnaar van de Natural Olympia van de International Natural Bodybuilding Association bij de mannelijke junioren, en won bij de Iron Gladiators tevens een gouden medaille in de categorie Novice Men Short. Hij werd tevens uitgeroepen tot de algeheel winnaar van de Novice Men.
In 2005 werd De Smeth betrapt op het gebruik van cannabis. Hij kreeg hiervoor een waarschuwing en een boete. Eind 2007 werd hij voor de tweede maal betrapt op het gebruik van cannabis. Tot 27 oktober 2009 mocht hij aan geen enkele wedstrijd deelnemen.